# Manuel Gavilán
Manuel Gavilán (1921 – 7 marzo 2010) è stato un calciatore paraguaiano, di ruolo difensore.

## Palmarès

### Club

#### Competizioni nazionali
- Campionato paraguaiano: 1

Libertad: 1955